# Volejbol'nyj klub Severstal' 2011-2012
Questa voce raccoglie le informazioni riguardanti la Volejbol'nyj klub Severstal' nelle competizioni ufficiali della stagione 2011-2012.

## Organigramma societario
Area direttiva
- Presidente: Georgij Ševcok

Area tecnica
- Allenatore: Vladimir Pilipenko (fino a febbraio), Zachar Pilipenko (da febbraio a marzo), Aleksandr Perepëlkin (da marzo)

## Rosa
| N° | Nome                  | Ruolo | Data di nascita  | Nazionalità sportiva |
| -- | --------------------- | ----- | ---------------- | -------------------- |
| 1  | Ksenija Kravčenko     | S     | 5 febbraio 1991  | Russia               |
| 2  | Anna Moiseenko        | P     | 10 giugno 1985   | Russia               |
| 3  | Julija Bajlukova      | S     | 15 ottobre 1981  | Russia               |
| 4  | Marija Žadan          | P     | 6 febbraio 1983  | Russia               |
| 5  | Julija Podskal'naja   | C     | 19 aprile 1989   | Russia               |
| 7  | Natal'ja Vdovina      | C     | 23 ottobre 1976  | Russia               |
| 8  | Aleksandra Efremova   | L     | 29 ottobre 1987  | Russia               |
| 9  | Aleksandra Belozerova | L     | 19 novembre 1985 | Russia               |
| 10 | Marija Pilipenko      | C     | 28 aprile 1984   | Russia               |
| 11 | Natal'ja Dianskaja    | C     | 7 marzo 1989     | Russia               |
| 12 | Olga Točko            | S     | 1º luglio 1982   | Lettonia             |
| 15 | Viktoryja Hurava      | P     | 30 gennaio 1984  | Bielorussia          |
| 17 | Julija Andruška       | O     | 5 luglio 1987    | Russia               |
| 18 | Natal'ja Kulikova     | S     | 12 maggio 1982   | Russia               |

## Statistiche

### Statistiche di squadra
| Competizione    | Punti | In casa | In casa | In casa | In trasferta | In trasferta | In trasferta | Totale | Totale | Totale |
| Competizione    | Punti | G       | V       | P       | G            | V            | P            | G      | V      | P      |
| --------------- | ----- | ------- | ------- | ------- | ------------ | ------------ | ------------ | ------ | ------ | ------ |
| Superliga       | 20/30 | 14      | 7       | 7       | 14           | 3            | 7            | 28     | 10     | 18     |
| Coppa di Russia | 12/0  | -       | -       | -       | -            | -            | -            | 7      | 4      | 3      |
| Totale          | -     | 14      | 7       | 7       | 14           | 3            | 7            | 35     | 14     | 21     |

G = partite giocate; V = partite vinte; P = partite perse

### Statistiche dei giocatori
| Giocatrice      | Superliga | Superliga | Superliga | Superliga | Superliga |
| Giocatrice      | P         | PT        | AV        | MV        | BV        |
| --------------- | --------- | --------- | --------- | --------- | --------- |
| J. Andruška     | 28        | 274       | 204       | 53        | 17        |
| J. Bajlukova    | 4         | 44        | 32        | 3         | 9         |
| A. Belozerova   | 17        | 0         | 0         | 0         | 0         |
| N. Dianskaja    | 22        | 177       | 116       | 53        | 8         |
| A. Efremova     | 27        | 0         | 0         | 0         | 0         |
| V. Hurava       | 22        | 47        | 17        | 16        | 14        |
| K. Kravčenko    | 20        | 43        | 33        | 2         | 8         |
| N. Kulikova     | 16        | 144       | 112       | 27        | 5         |
| A. Moiseenko    | 10        | 5         | 2         | 2         | 1         |
| M. Pilipenko    | 21        | 107       | 96        | 10        | 1         |
| J. Podskal'naja | 28        | 304       | 214       | 66        | 24        |
| O. Točko        | 25        | 359       | 316       | 19        | 24        |
| N. Vdovina      | 23        | 88        | 52        | 25        | 11        |
| M. Žadan        | 19        | 36        | 10        | 16        | 10        |

P = presenze; PT = punti totali; AV = attacchi vincenti; MV = muri vincenti; BV = battute vincenti

NB: Non sono disponibili i dati relativi alla Coppa di Russia e, di conseguenza, quelli totali